# Otto Kalkar
Karl Otto Herman Tryde Kalkar (født 9. juni 1837 i Odense, død 6. januar 1926 i Kongens Lyngby) var en dansk præst og sprogforsker. Han var søn af Christian Kalkar. 
Efter at have gået på Borgerdydskolen i København blev Kalkar student 1854 ved privat dimission. Skønt tiltrukket af det sproglige undlod Kalkar at studere filologi, nærmest af ulyst til lærergerning, især for børn. I stedet blev han cand.theol. 1859. Som student og som alumnus på Borchs Kollegium (1859-1860) lagde Kalkar sig efter semitiske sprog, men studiet blev afbrudt af en kraftig øjensygdom.
Kalkar var i nogle år huslærer på et par herregårde. Han deltog frivillig i krigen 1864 og udnævntes i forsommeren samme år til løjtnant i reserven. 1865 blev Kalkar forstander for Oddense Folkehøjskole i Salling, 1866 andenlærer ved Lyngby Skolelærerseminarium, 1870 forflyttet til samme Stilling ved Jonstrup Seminarium, 1884 inspektør og overlærer ved Viborg Kommunes skolevæsen og 1886 sognepræst for Himmelev Sogn og Roskilde Adelige Jomfrukloster.
2. august 1866 ægtede Kalkar Ursula Glud (2. maj 1843- 30. november 1875) og 14. december 1877 ægtede han Ida Augusta Nielsen (født 14. december 1845).

## Kalkars Ordbog
Dette afsnit eller denne liste er kun påbegyndt. Hvis du ved mere om emnet, kan du hjælpe Wikipedia ved at tilføje mere.

Stærkt påvirket af Rasmus Rask og N.M. Petersen begyndte Kalkar 1868 at samle stof til en Ordbog til det ældre danske Sprog (1300-1700) (ofte blot omtalt som Kalkars ordbog), der udkom 1881-1907 i fire bind og et femte supplementsbind udgivet 1907-1918. Ordbogen indeholder særlig det, som i det gamle sprog afviger fra sprogbrugen på Kalkars tid. I 2017 lagde Det Danske Sprog- og Litteraturselskab "Kalkars Ordbog" på internettet ved brug af deres sædvanlige ordbogsplatform. En faksimile findes på hjemmesiden for Historisk institutt, Universitetet i Bergen .